# North Cleaver Lake
North Cleaver Lake är en sjö i Kanada.   Den ligger i Thunder Bay District och provinsen Ontario, i den sydöstra delen av landet, 900 km väster om huvudstaden Ottawa. North Cleaver Lake ligger 429 meter över havet. Den ligger vid sjön Winston Lake.
I omgivningarna runt North Cleaver Lake växer i huvudsak blandskog. Trakten runt North Cleaver Lake är nära nog obefolkad, med mindre än två invånare per kvadratkilometer.